# Plaine de Brindisi
La Plaine de Brindisi est une subrégion des Pouilles qui comprend des territoires de la province de Brindisi.

## Communes de la Plaine de Brindisi

### La Campagne Irriguée de la Plaine de Brindisi
- Brindisi, Carovigno, Cellino San Marco, Erchie, Francavilla Fontana, Latiano, Mesagne, Oria, San Michele Salentino, San Pietro Vernotico, San Vito dei Normanni, Torre Santa Susanna, Villa Castelli[2].